# 大湖 (錫登博倫廷)
53°44′4″N 13°22′27″E / 53.73444°N 13.37417°E

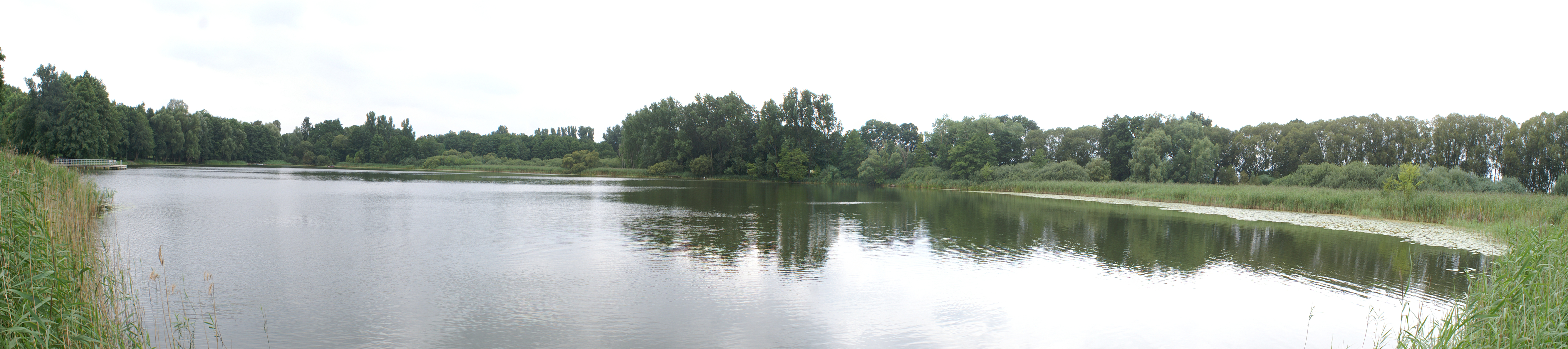

大湖（德語：Großer See），是德國的湖泊，位於該國東北部，由梅克倫堡-前波美拉尼亞州負責管轄，處於梅克倫堡湖區縣，長0.4公里、寬0.2公里，面積0.06平方公里，海拔高度26米，平均水深5.5米，最大水深10.3米。